# 松原大典
松原 大典（まつばら だいすけ、1984年10月4日 - ）は、日本の男性声優。青二プロダクション所属。北海道出身。

## 略歴
高校卒業後、大学進学を考えていたが、どうもしっくりこなかったという。好きなゲームの業界に進もうと専門学校を探していたが、パソコンが全くできず、「じゃあほかにゲームに携われる道は……」となって職業としての声優を発見。両親に相談していたところ許してもらい、北海道からアミューズメントメディア総合学院へ入学するために上京。また一番上の姉が声優好きだったことも、多少影響があったと語る。
初めての名前付きのメインキャラクターは『北斗の拳 ラオウ外伝 天の覇王』のリュウガ役であり、マネージャーからは「大丈夫か?」と心配されてしまったという。リュウガは今まで演じた役にないタイプだったが、オーディションの時、力強さ、信念を表現するため、拳を握り締めて汗だくになりながら臨み、リュウガを演じていた時はディレクターからの「カッコつけないように」というアドバイスに気を付けて演じていたという。

## 人物
資格・免許は普通自動車免許、普通自動二輪（AT車）、珠算検定2級。
趣味は野球、バスケットボール、ドライブ。特技はバレーボール。
方言は北海道弁。

## 出演
太字はメインキャラクター。

### テレビアニメ
2005年
- だめっこどうぶつ（クマ川）
- ピーチガール（医師）

2006年
- Ergo Proxy（研究員）
- 金色のコルダ〜primo passo〜（星奏学院生徒）
- ちびまる子ちゃん（2006年 - 2023年、耳なし芳一、審判、飼育員のお兄さん、ヒーローマン）
- 出ましたっ!パワパフガールズZ（男子生徒）
- 貧乏姉妹物語（男子生徒）

2007年
- 逆境無頼カイジ（参加者B、男B、北見の仲間A、乗客、8番、西田）
- ゲゲゲの鬼太郎（第5作）（2007年 - 2009年、職員、大学生、所員、社員）
- 灼眼のシャナII（Second）（“駆掠の礫”カシャ）
- 精霊の守り人（相手役B）
- DARKER THAN BLACK -黒の契約者-（コックA）
- 魔人探偵脳噛ネウロ（スタッフ、警官）
- モノノ怪 「化猫」（市民）
- レ・ミゼラブル 少女コゼット（フイイ、警察官）
- ONE PIECE（2007年 - 、海賊、トビウオライダー、スタッフ、天竜人、将校、男形、ラビッツ、少将、ニューカマー、オカマ、酔っ払い、ナミュール、ポルシェーミ部下、ならず者、ヒヒ、革命戦士、ロー部下、トガレ、ゴタウロス、シーザーの部下、ケンタウロス、黒手袋、クロオビペンギン、観客、おもちゃ男 他）

2008年
- 狂乱家族日記（隊員B）
- ケロロ軍曹（オペレーター）
- セキレイ（陸奥）
- とらドラ!（生徒A、男子A）※第7話では「松原大輔」表記
- ねぎぼうずのあさたろう（2008年 - 2009年、やつがしらの子分、村人、子分、家来、船頭、役人、とうかん組、手代、ねば蔵の子分、なすべえの子分、手下、使用人）
- のだめカンタービレ 巴里編（ダニエル、男性奏者B）
- はたらキッズ マイハム組（ニンジン）
- ヒャッコ（美術教師）
- 北斗の拳 ラオウ外伝 天の覇王（リュウガ）
- ポルフィの長い旅（店員、男）
- 魔法遣いに大切なこと〜夏のソラ〜（大畑実、小森和夫）
- Mnemosyne-ムネモシュネの娘たち-（研究員A）
- ワールド・デストラクション 〜世界撲滅の六人〜（看守）

2009年
- 明日のよいち!（怒苦労連合C）
- クイーンズブレイド 流浪の戦士（観客A）
- 戦場のヴァルキュリア（サリナス・ミルトン）
- ドラゴンボール改（2009年 - 2010年、フリーザの手下、ナメックの戦士、ナメック戦士、ナメック星人、スケボーの少年）
- バスカッシュ!（警官B）
- 初恋限定。（フード君）
- バトルスピリッツ 少年突破バシン（陸上部員B）

2010年
- 怪談レストラン（福引係）
- セキレイ〜Pure Engagement〜（陸奥）
- 伝説の勇者の伝説（トニー）

2012年
- 聖闘士星矢Ω（2012年 - 2013年、ビートル弟、アルマーズ、おじさん、グレイプ）
- ONE PIECE エピソードオブナミ 〜航海士の涙と仲間の絆〜（魚人、国民）

2013年
- 京騒戯画（客）
- ONE PIECE エピソードオブメリー 〜もうひとりの仲間の物語〜

2014年
- オレカバトル（魔幻銃士ダルタン）
- エスカ&ロジーのアトリエ 〜黄昏の空の錬金術士〜（ソール・グラマン）
- 目玉焼きの黄身 いつつぶす?（近藤雄三）
- ONE PIECE “3D2Y” エースの死を越えて! ルフィ仲間との誓い（海兵）

2015年
- 影鰐-KAGEWANI-（研究員、特殊部隊）
- 電波教師（男A、不良A、マネージャー）
- ドラゴンボール超（2015年 - 2017年、兵士、強盗犯）
- ONE PIECE エピソードオブサボ 〜3兄弟の絆 奇跡の再会と受け継がれる意志〜

2016年
- 美少女戦士セーラームーンCrystal Season III（男子生徒、部員）

### OVA
- FREEDOM（2006年）
- 快盗天使ツインエンジェル（2008年、管制官B）
- 戦場のヴァルキュリア3 誰がための銃瘡（2011年、フェリクス・カウリー[8]）

### 劇場アニメ
- ストレンヂア 無皇刃譚（2007年）
- 劇場版 ゲゲゲの鬼太郎 日本爆裂!!（2008年、生徒）
- 仏陀再誕－The REBIRTH of BUDDHA（2009年）
- ONE PIECE FILM STRONG WORLD（2009年）
- ONE PIECE 3D 麦わらチェイス（2011年）
- ONE PIECE FILM Z（2012年）
- ONE PIECE FILM GOLD（2016年）

### Webアニメ
- 美少女戦士セーラームーンCrystal（2014年、青年、人々）

### ゲーム
2006年
- 乙女的恋革命★ラブレボ!!（トラ、アイテムショップ店員、男子生徒）
- CLANNAD（男子生徒）
- 三國志11（冷静武将）
- スパルタン 〜古代ギリシャ英雄伝〜（兵士）

2007年
- アルトネリコ2 世界に響く少女たちの創造詩（兵士 他）
- 金色のコルダ2（興川満、野崎賢一）
- KoiGIG 〜DEVIL×ANGEL〜（タケシ）
- DEAR My SUN!!〜ムスコ★育成★狂騒曲〜（剛徳寺大地）
- xxxHOLiC 〜四月一日の十六夜草話〜（安達新三郎、源頼光）
- まほろばStories -Library of Fortune-（ベロル、スキザ、カク）

2008年
- 三國志Online（主人公タイプ）
- 戦場のヴァルキュリア
- ときめきメモリアル Girl's Side 2nd Season（古森拓）
- Breath 吐息は茜色（連声貫司）
- ポイズンピンク（グリン）
- ラスト・エスコート2 〜深夜の甘い棘〜（本庄桂太）

2009年
- 仮面ライダー クライマックスヒーローズ シリーズ（2009年 - 2012年、仮面ライダークウガ） - 5作品
- 機動戦士ガンダム戦記（グスタ・エーベル）
- ドラゴンボール 天下一大冒険（ブヨン、R&R軍兵士、キョンシー）
- 北斗の拳 ラオウ外伝 天の覇王（リュウガ）
- ルーンファクトリー3（オンドルファ、ゼゼ）

2010年
- ゴッドイーター バースト（プレイヤーボイス）
- サモンナイトグランテーゼ 滅びの剣と約束の騎士（イシュー・シープハウベル）
- STORM LOVER
- テイルズ オブ ファンタジア なりきりダンジョンX（グレムリンレアー）
- ドラゴンボールDS2 突撃!レッドリボン軍（ブヨン）

2011年
- オール仮面ライダー ライダージェネレーション シリーズ（2011年 - 2016年、仮面ライダークウガ） - 3作品
- スーパー戦隊バトル レンジャークロス（シンケンレッド）
- 戦場のヴァルキュリア3 -Unrecorded Chronicles-（フェリクス・カウリー）
- テイルズ オブ ザ ワールド レディアント マイソロジー3（ヒーローズボイス）

2012年
- テイルズ オブ ザ ヒーローズ ツインブレイヴ（エネミーボイス）

2013年
- 仮面ライダー バトライド・ウォー シリーズ（2013年 - 2016年、仮面ライダークウガ〈五代雄介〉） - 3作品
- STORM LOVER 2nd（八戸圭吾）
- エスカ&ロジーのアトリエ 〜黄昏の空の錬金術士〜（ソール・グラマン）
- ジョジョの奇妙な冒険 オールスターバトル（トニオ・トラサルディー）
- モンスター烈伝 オレカバトル（無幻銃士ダルタン）
- 英雄伝説 閃の軌跡（ナイトハルト少佐）

2014年
- 英雄伝説 閃の軌跡 II（ヴァリマール）
- 仮面ライダー サモンライド!（仮面ライダークウガ）
- シャリーのアトリエ 〜黄昏の海の錬金術士〜（ソール・グラマン）

2015年
- エスカ&ロジーのアトリエ Plus 〜黄昏の空の錬金術士〜（ソール・グラマン）
- ジョジョの奇妙な冒険 アイズオブヘブン（トニオ・トラサルディー）
- テイルズ オブ ゼスティリア（ゴウフウ）
- ワンピース 海賊無双3（海兵隊長3、ゾンビ隊長2、海兵2、囚人2、G5兵2）

2016年
- SDガンダム GGENERATION GENESIS（グスタ・エーベル）
- 乙女理論とその周辺 -Bon Voyage-（スルガ）
- ドラゴンボールフュージョンズ

2017年
- スーパーロボット大戦V
- ゼノブレイド2
- 仮面ライダー クライマックスファイターズ（2017年 - 2018年、仮面ライダークウガ） - 2作品

2019年
- 無双OROCHI 3 Ultimate（楊戩）

2025年
- モンスター烈伝 オレカバトル2（旅人シャール / 放浪のシャルル / 無幻銃士ダルタン）

### ドラマCD
- YEBISUセレブリティーズ 5（客B）
- AIR 第7巻 SUMMER
- おうちでごはん -Voice of Mealtime-（米田）
- 学園ヘヴン 3 〜Happy☆パラダイス〜（生徒）
- The Epic of Zektbach Novel CD Series?Blind Justice?（ローク）
- 12人の優しい殺し屋 Wish：Emerald（飛鳥勇気）
- 真・女神転生 STRANGE JOURNEY（アンソニー）
- セイント・ビーストOthers ドラマCD 第3巻「運命と希望」（キリス人A）
- テイルズ オブ ジ アビス Vol.4（衛兵、タルタロス兵）
- ときめきメモリアル Girl's Side from 1st Love & 2nd Season ドラマ&イメージソングアルバム（古森拓）
- 年上ノ彼女（友人）
- バッカーノ! 1931 〜鈍行編〜（ジャック、マフィア）
- バラエティドラマCD 大和彼氏 恋の天下は俺が獲る! 〜福岡VS北海道編〜（千歳冬馬）
- ヤンデレ天国（ヘブン）〜真誠学園 御家庭編〜（直弘）

### 吹き替え

#### 映画
- クォ・ヴァディス（ナザリウス）
- クラッシュ・ライン（ティミー）
- CODE46（ビクー）
- ザ・ケイヴ（スラヴァ）
- スピーシーズX 美しき寄生獣（ボビー）
- 世界にひとつのロマンティック（スコット〈ジェームズ・マースデン〉）
- チェ・ゲバラ&カストロ（アベル）
- 満州帝国崩壊 〜ソビエト進軍1945〜（エブドキモフ）
- マンモス（男子生徒）
- ムービング・ターゲット（ホウ）

#### ドラマ
- WITHOUT A TRACE/FBI 失踪者を追え!3（ヤングラフィ）

### ラジオ・トークCD
- 12人の優しい殺し屋「INTRODUCTION」（飛鳥勇気）
- ラブレボ!!〜乙女的恋革命★ラジオCD （トラ、アイテムショップ店員）

### ラジオドラマ
- 青山二丁目劇場
  - 刑事・蘇我修造　霊幻刑事は日陰を探す（天城武史）

### ラジオ
- Girls-Style Luv Radio（ポッドキャスト：2007年4月13日 - 2008年2月29日）※アシスタント
- ラヴラジ!（ラブ・レコーズ：2008年4月 -  2009年8月25日）※菅沼久義と共にパーソナリティを務める
- だいすけ乙女チャンネル（funラジオ：2014年5月7日 - 2015年3月25日）※アシスタント

### デジタルコミック
- VOMIC アイスエイジ（2007年、市川比呂志）
- VOMIC 孤高の人（2008年、宮本一）
- Beeマンガ 今日からヒットマン（2014年、稲葉十吉（二代目“二丁”））
- Beeマンガ みんな!エスパーだよ!（2015年、榎本洋介）

### オーディオブック
- 銀河英雄伝説外伝 ダゴン星域会戦記 オリジナルキャスト版（2016年[19]、ネイスミス・ウオード＆通信士官）
- 仮面病棟（2020年、速水修悟[20]）
- 終電の神様（2020年、常田／朗読（第一話）[21]）
- 新しいゲーム始めました。～使命もないのに最強です？～1（2022年、朗読）

### 携帯コンテンツ
- 12人の優しい殺し屋（飛鳥勇気）
- マージナルプリンス2 〜色とりどりの花束を〜（ケイ）
- 大和彼氏（千歳冬馬）

### イベント
- 大和彼氏 on the stage 2011 （ニコニコ生放送）2011年7月10日

### その他コンテンツ
- INAX presentsおつきあいセッションatサテライトプラス ランチタイム・ミュージック・トリーツ（2006年10月 - 12月毎週金曜日）
- 声優チャット
- 映画公開記念「怪盗グルーのミニオン大脱走」がもっと楽しくなる秘密を大公開SP（ナレーター）
- 映画『グリンチ』公開記念!世界一愛される 超ひねくれ者が100倍おもしろくなる!SP（ナレーター）
- 燈の守り人～幻想夜話～（2022年、能取岬灯台[22]）
- 燈の守り人 灯台音声ガイド 北海道網走市 能取岬灯台（2022年、ナビゲーター）[22]